# James Wilson Morrice

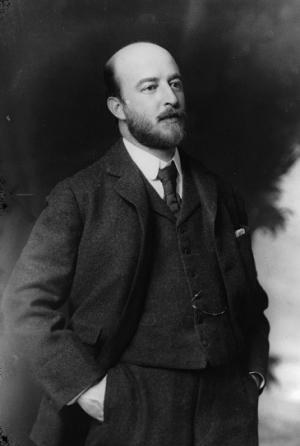
James Wilson Morrice, 1900. William Notman (1826–1891), kanadischer Fotograf aus Montreal

James Wilson Morrice (* 10. August 1865 in Montreal; † 23. Januar 1924 in Tunis) war ein kanadischer Maler, der vor allem für seine Landschaftsgemälde bekannt ist.

## Leben
James Wilson Morrice wurde in Montreal als Sohn einer wohlhabenden schottisch-kanadischen Familie geboren. Schon früh interessierte er sich für Kunst und beschäftigte sich bereits als Kind mit Zeichnen und Bildhauerei. Während seiner Gymnasialzeit an der Montreal Proprietary School begann er eine formale künstlerische Ausbildung und schuf Ende der 1870er Jahre seine ersten Aquarelle von der Küste Neuenglands. Obwohl Morrice 1886 an der Universität von Toronto einen BA-Abschluss erwarb und als Rechtsanwalt zugelassen wurde, entschied er sich gegen den Anwaltsberuf und verfolgte stattdessen seine künstlerische Karriere.
Ab 1888 stellte James Wilson Morrice seine Werke in kanadischen Kunstinstitutionen wie der Royal Canadian Academy of Arts und der Ontario Society of Artists aus und erhielt viel Anerkennung für seinen poetischen und unverwechselbaren Stil. Um 1890 zog er nach Europa, zunächst nach Saint-Malo in Frankreich und später nach Paris, wo er an der Académie Julian und bei Henri Harpignies studierte. In den folgenden Jahren unternimmt Morrice zahlreiche Reisen durch Europa und schafft Skizzen und Gemälde, die von den Orten, die er besucht, beeinflusst sind, darunter die Normandie, Italien und Belgien.
Mitte der 1890er Jahre nahm James Wilson Morrice aktiv an renommierten Ausstellungen in Paris teil, darunter der Salon der Société Nationale des Beaux-Arts. Seine Freundschaft mit dem amerikanischen Maler Robert Henri prägte seinen frühen Stil, vor allem in den Stadtszenen, die sich durch dunkle Töne mit hellen Akzenten auszeichnen. Morrises Besuch in Kanada 1897, wo er lebhafte Winterszenen aus Québec malte, markierte den Übergang zu helleren Farben und bestätigte seinen Ruf als meisterhafter Kolorist.
James Wilson Morrice’ Karriere blühte zu Beginn des 20. Jahrhunderts international auf. Er stellte regelmäßig in Kanada, den USA und Europa aus und war 1903 der erste Kanadier, der an der Biennale in Venedig teilnahm. Die Kritiker lobten seinen subtilen Einsatz von Farbe und Harmonie, und er erhielt Auszeichnungen wie die Silbermedaille der Panamerikanischen Ausstellung 1901. Seine Werke aus dieser Zeit zeigen Einflüsse des dekorativen Stils der Nabis und seine Auseinandersetzung mit Henri Matisse, mit dem er 1912 in Tanger – gemeinsam mit seinem kanadischen Malerkollegen John Lyman – zusammenarbeitete.
James Wilson Morrice, der für seinen nomadischen Lebensstil bekannt war, malte viel auf seinen Reisen und hielt Stadtszenen, Landschaften und Genresujets in seinen Skizzenbüchern fest. Von Nordafrika bis zu den Westindischen Inseln wählte er hellere Farben und einfachere Kompositionen. Seine Aufenthalte in Marokko und auf den Antillen bereicherten seinen Stil weiter, indem er leuchtende Farben und innovative Techniken einfließen ließ. Trotz seiner sich verschlechternden Gesundheit, die durch Alkoholismus noch verschlimmert wurde, setzte James Wilson Morrice seine Reisen und sein künstlerisches Schaffen bis zu seinem Tod 1924 in Tunis fort. Sein Vermächtnis liegt in seiner Fähigkeit, impressionistische Einflüsse mit seiner persönlichen Vision zu verbinden, und er wird als einer der bedeutendsten Maler der frühen Moderne in Kanada gefeiert.
Die beste Beschreibung von James Wilson Morrice kommt von Henri Matisse: Als Mann war er ein wahrer Gentleman, ein guter Freund mit viel Witz und Humor. Er hatte, wie jeder weiß, ein unglückliches Verlangen nach Whisky. . . . Er war ein Kanadier schottischer Abstammung, aus einer reichen Familie, selbst sehr reich, aber er zeigte es nicht. Er war immer über Hügel und Tal, ein bisschen wie ein wandernder Vogel, aber ohne festen Landeplatz.

## Werk
Die Landschaften, die James Wilson Morrice zwischen 1892 und 1894 malte, zeichnen sich durch kleine Pinselstriche aus. In den Jahren 1895–1897 versuchte er, die Atmosphäre durch Farbflecken im gleichen Farbton mit mehr oder weniger starkem Impasto zu vermitteln. Seine Nachtbilder zeigen den Einfluss des amerikanischen Malers James Abbott McNeill Whistler und seines Freundes Robert Henri. Im Gegensatz dazu sind die Werke, die nach seiner Reise nach Kanada im Jahr 1897 entstanden, von einer Palette leuchtender Farben geprägt, die es ihm ermöglichen, die Helligkeit des kanadischen Winters zu malen. Zu Beginn des 20. Jahrhunderts zeigt sich in seinem Werk die Auseinandersetzung mit dekorativen Motiven, die von den Nabis-Malern wie Édouard Vuillard und Pierre Bonnard beeinflusst sind. In den 1910er Jahren ändert sich sein Stil erneut. Die Ausstrahlung Nordafrikas und der Einfluss von Henri Matisse führten ihn zu einer Palette heller Farben. Auf seinen Reisen zu den Antillen im Jahr 1915 entstehen asymmetrische Kompositionen in reinen Farbtönen. Zu dieser Zeit verwendet Morrice ein sehr leichtes Impasto. Er ließ den Malgrund, das blanke Holz oder die Leinwand, teilweise sichtbar. Er benutzt einen Bleistift oder den Stiel seines Pinsels, um die frische Farbe zu zeichnen, und fügt einige Bleistiftlinien in das Bild ein.